# Ryō Ikebe
Ryō Ikebe (池部 良, Ikebe Ryō) est un acteur japonais né le 11 février 1918 à Tokyo et mort le 8 octobre 2010.

## Biographie
Ryō Ikebe entre à la Tōhō pour apprendre le métier de scénariste mais Yasujirō Shimazu le remarque et le fait tourner, il devient rapidement populaire auprès d'un public jeune, spécialement féminin. Il apparait dans de nombreux films de Kon Ichikawa et de Shirō Toyoda.
Ryō Ikebe a tourné dans près de 170 films entre 1941 et 1988.

## Filmographie partielle
- 1942 : La Terre verte (緑の大地, Midori no daichi?) de Yasujirō Shimazu
- 1947 : L'Amour avec les étoiles (愛よ星と共に, Ai yo hoshi to tomo ni?) de Yutaka Abe

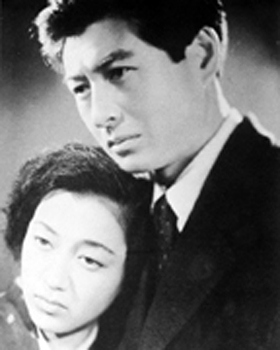
Hatae Kishi et Ryō Ikebe dans La Guerre et la Paix (1947).

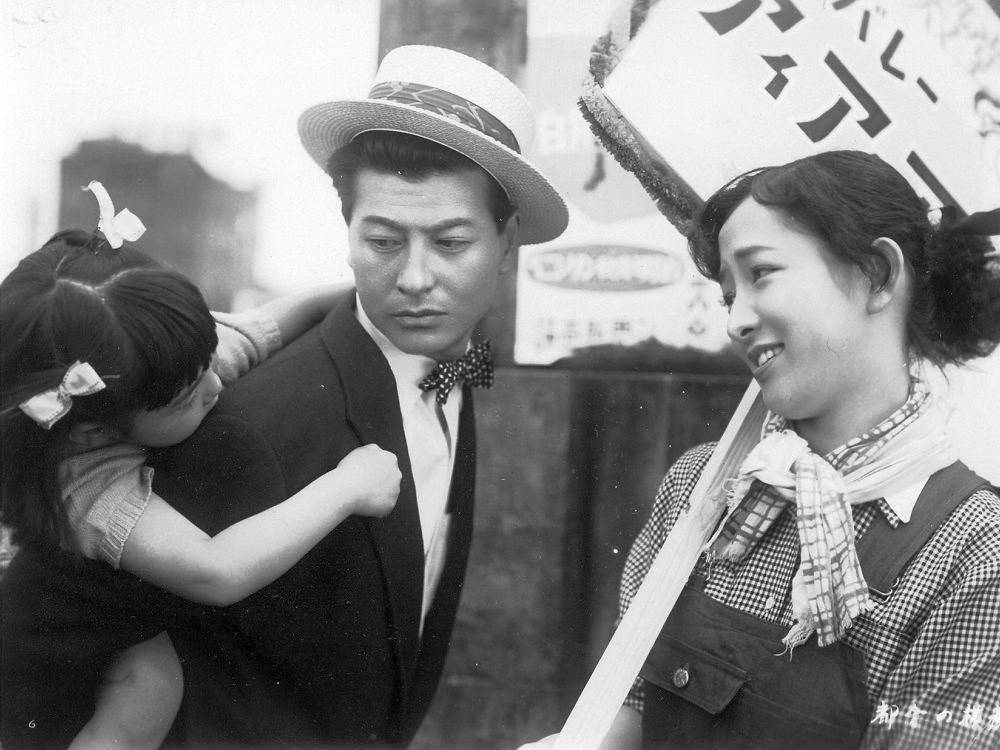
Ryō Ikebe et Ineko Arima dans Le Profil de la ville (1953).

- 1947 : La Guerre et la Paix (戦争と平和, Sensō to heiwa?) de Fumio Kamei et Satsuo Yamamoto
- 1948 : Serment rompu (破戒, Hakai?) de Keisuke Kinoshita
- 1949 : La Montagne bleue (青い山脈, Aoi sanmyaku?) de Tadashi Imai
- 1950 : Évasion à l'aube (暁の脱走, Akatsuki no dasso?) de Senkichi Taniguchi
- 1950 : Rapport sur la conduite du professeur Ishinaka (石中先生行状記, Ishinaka sensei gyojoki?) de Mikio Naruse
- 1950 : Ville de violence (ペン偽らず 暴力の街, Pen itsurazu: Bōryoku no machi?) de Satsuo Yamamoto
- 1950 : Les Quatre saisons de la femme (女の四季, Onna no shiki?) de Shirō Toyoda
- 1950 : Poursuite à l'aube (暁の追跡, Akatsuki no tsuiseki?) de Kon Ichikawa
- 1951 : Coule la rivière Solo (ブンガワンソロ, Bungawan soro?) de Kon Ichikawa
- 1951 : L'Amant (恋人, Koibito?) de Kon Ichikawa
- 1952 : Le Vent, encore (風ふたゝび, Kaze futatabi?) de Shirō Toyoda
- 1952 : L'Agitation du matin (朝の波紋, Asa no hamon?) de Heinosuke Gosho
- 1952 : Les Jeunes Gens (若い人, Wakai hito?) de Kon Ichikawa
- 1952 : Ceux d'aujourd'hui (現代人, Gendaijin?) de Minoru Shibuya
- 1953 : Le Profil de la ville (都会の横顔, Tokai no yokogao?) de Hiroshi Shimizu : Ueda
- 1954 : Tout de moi (わたしの凡てを, Watashi no subete o?) de Kon Ichikawa
- 1955 : La Route du voyage (旅路, Tabiji?) de Hiroshi Inagaki
- 1956 : Printemps précoce (早春, Sōshun?) de Yasujirō Ozu
- 1956 : L'Étrange amour de la dame blanche (白夫人の妖恋, Byaku fujin no yoren?) de Shirō Toyoda
- 1956 : Vampire Moth (吸血蛾, Kyuketsuki-ga?) de Nobuo Nakagawa
- 1957 : Pays de neige (雪国, Yukiguni?) de Shirō Toyoda
- 1957 : Le Calme du soir (夕凪, Yuunagi?) de Shirō Toyoda
- 1959 : Pèlerinage nocturne (暗夜行路, Anyakōro?) de Shirō Toyoda
- 1959 : Bataille dans l'espace (宇宙大戦争, Uchū daisensō?) d'Ishirō Honda
- 1962 : Gorath (妖星ゴラス, Yōsei Gorasu?) d'Ishirō Honda
- 1962 : Sous une multitude d'étoiles (如何なる星の下に, Ika naru hoshi no moto ni?) de Shirō Toyoda
- 1964 : Fleur pâle (乾いた花, Kawaita hana?) de Masahiro Shinoda
- 1965 : La Légende des yakuzas perdus (昭和残侠伝, Shōwa zankyō-den?) de Kiyoshi Saeki
- 1969 : Chō kōsō no akebono (超高層のあけぼの?) de Hideo Sekigawa
- 1977 : La Guerre de l'espace (惑星大戦争, Wakusei daisensō?) de Jun Fukuda
- 1978 : Fleurs d'hiver (冬の華, Fuyu no hana?) de Yasuo Furuhata : Kōtarō Matsuoka
- 1981 : Eki, la gare (駅, Eki?) de Yasuo Furuhata
- 1983 : La Taverne Chōji (居酒屋兆治, Izakaya Chōji?) de Yasuo Furuhata
- 1984 : L'Audition (ザ・オーディション?) de Taku Shinjō
- 1986 : Uemura Naomi monogatari (植村直己物語?) de Jun'ya Satō : Sanada
- 1988 : Umi e (海へ Ｓｅｅ Ｙｏｕ?) de Koreyoshi Kurahara